# Galleon (groupe)
Pour les articles homonymes, voir Galleon.
Galleon est un groupe de synthpop français, originaire de Marseille, dans les Bouches-du-Rhône.

## Biographie
Il est formé en 2001 par Philippe Laurent et Gilles Luka (au chant), deux amis d'école de sport études Rugby et fans du RCToulon. Le nom Galleon est un hommage à Jérôme Gallion ancien demi de mêlée du RCT et de l'équipe de France. Ils commencent à être connus sur la scène dance européenne en 2001 grâce au hit So I Begin. Ce single est produit par Sony Music et Radikal Records, et s'écoule à près de 400 000 exemplaires. Le succès grandissant, un clip sera créé pour accompagner le single dans lequel sera présente la top-modèle Jitka Ogureková.
À la suite du succès de ce titre, deux autres singles verront le jour, tout d'abord I Believe basé sur une construction quasi similaire à So I Begin, puis One Sign en novembre 2002. L'album éponyme sortira ensuite naturellement en 2003, dans lequel on retrouvera entre autres les singles ainsi que la ré-orchestration d'un morceau de Haendel, Freedom to Move (qui aura servi plus tôt aux besoins d'une publicité pour Levi's). En 2009, à la suite d'un conflit concernant le dépôt du nom Galleon par une tierce personne opportuniste, le duo a été contraint de s'arrêter. Philippe Laurent a continué à travailler sur d'autres projets, quant à Gilles Luka a renouvelé le succès avec le projet Ocean Drive.

## Discographie

### Album studio
- 2002 : Galleon

### Singles
| Année | Single     | Meilleure position | Meilleure position | Meilleure position | Meilleure position | Meilleure position | Meilleure position | Meilleure position | Meilleure position | Certifications | Album   |
| Année | Single     | AUT                | BEL (Vl)           | BEL (Wa)           | FRA                | ALL                | P-B.               | SUI                | UK                 | Certifications | Album   |
| ----- | ---------- | ------------------ | ------------------ | ------------------ | ------------------ | ------------------ | ------------------ | ------------------ | ------------------ | -------------- | ------- |
| 2001  | So I Begin | 40                 | 10                 | 23                 | 8                  | 37                 | 13                 | 17                 | 36                 | - FRA : Argent | Galleon |
| 2001  | I Believe  | —                  | 17                 | 3                  | 43                 | —                  | —                  | 20                 | —                  |                | Galleon |
| 2002  | One Sign   | —                  | —                  | 10                 | 68                 | 93                 | —                  | 61                 | —                  |                | Galleon |